# خطأ استقلابي خلقي في استقلاب البورين والبيريميدين
الأخطاء الاستقلابيَّة الخلقيَّة في استقلاب البورين والبيريميدين هي فئةٌ من الأخطاء الاستقلابيَّة الخلقيَّة التي تؤثر بشكلٍ خاص على استقلاب البورين واستقلاب البيريميدين، ومن أمثلتها على متلازمة ليش نيهان. قد تكون اختبارات البول مفيدةً في تحديد بعض هذه الاضطرابات.